# Élections européennes de 2014 en Italie
Les élections européennes de 2014 ont eu lieu le dimanche 25 mai 2014 en Italie. Pour la première fois, les élections ne sont pas étalées sur deux jours comme il est de tradition, et ce depuis celles de juin 1979. Cependant le scrutin est ouvert de 7 h à 23 h, une durée inhabituelle. Ce sont aussi les premières élections depuis l'entrée en vigueur du traité de Lisbonne qui renforce les pouvoirs du Parlement européen et modifie la répartition des sièges entre les différents États-membres. Ainsi, les Italiens élisent 73 députés européens au lieu de 72 précédemment.

## Contexte
Depuis les dernières élections européennes en 2009, de nombreux changements ont eu lieu dans le paysage politique italien, qui s'organise désormais autour de plusieurs pôles différents en fonction de la position des partis vis-à-vis du gouvernement Letta, à la suite des élections générales de 2013, puis du gouvernement Renzi à partir de 2014 :
- Le Parti démocrate reste en tête des sondages, avec Matteo Renzi comme leader. Son symbole électoral indique le PSE auquel il a finalement adhéré.
- Le Mouvement 5 étoiles de Beppe Grillo a fait une entrée fracassante sur la scène politique italienne en s'imposant comme le second parti dans les urnes et les sondages.
- Le Peuple de la liberté, fondé en 2007 pour rassembler la droite et le centre-droit, a volé en éclats en 2013 avec la succession de différentes scissions, qui ont mené à la création de Frères d'Italie en décembre 2012, du Nouveau Centre-droit en décembre 2013 et à la refondation de Forza Italia par Silvio Berlusconi, qui est devenu inéligible et ne peut, en tant que condamné, faire campagne que pendant trois jours par semaine.
- Le Nouveau Centre-droit, avec le leadership d'Angelino Alfano qui soutient le gouvernement Renzi, se présente allié avec l'Union de centre de Pier Ferdinando Casini ainsi que les Populaires pour l'Italie de Mario Mauro, dans un contexte proche du Parti populaire européen.
- Frères d'Italie - Alliance nationale constitue une frange davantage nationaliste du Peuple de la liberté qui a repris le symbole de l'Alliance nationale.
- La Ligue du Nord, plus vieux parti représenté, craint de ne pas pouvoir dépasser le seuil de 4 % et se présente avec un programme commun au Front national au sein de l'Alliance européenne pour la liberté et un apparentement avec Die Freiheitlichen du Haut-Adige.
- Choix civique a été créé début 2013 afin de soutenir la candidature de Mario Monti à la présidence du Conseil des ministres mais a été victime d'une scission en novembre 2013, Pour l'Italie. Choix civique s'allie au sein de Choix européen, avec le Centre démocrate et Agir pour arrêter le déclin (en), pour soutenir la candidature du libéral Guy Verhofstadt.
- L'autre Europe avec Tsipras rassemble quant à elle Gauche, écologie et liberté, le Parti de la refondation communiste et les Verts du Haut-Adige.
- Les Verts, avec le soutien du Parti vert européen et la création de Green Italia, cherchent un espace électoral qu'ils ont perdu depuis 2009 mais ont risqué de ne pas pouvoir présenter leurs listes, car ils n'avaient recueilli les parrainages nécessaires, et ont compté uniquement sur l'existence d'un groupe au Parlement européen pour obtenir leur qualification, confirmée par la Cour de cassation le 19 avril 2014.

## Mode de scrutin
Les eurodéputés italiens sont élus au scrutin proportionnel de liste, et les sièges sont répartis entre les listes ayant dépassé 4 % des suffrages exprimés selon la méthode du plus fort reste (quotient de Hare) au niveau national.

73 sièges sont accordés à l'Italie à la suite de l'entrée en vigueur du traité de Lisbonne, répartis selon le dernier recensement de 2011, comme suit : 20 pour le nord-ouest, 14 pour le nord-est, 14 pour l'Italie centrale, 17 pour le midi et 8 pour les îles, bien que cette répartition soit uniquement formelle : l'attribution des sièges aux circonscriptions se fait en fonction de la participation effective des électeurs sur une base nationale et non en fonction de sièges théoriquement attribués à chaque circonscription.
En plus du choix du symbole qui s'effectue en cochant celui-ci sur le bulletin de vote, chaque électeur peut exprimer jusqu'à un maximum de trois votes de préférence en indiquant le nom du candidat, dont au moins une candidate.

## Campagne
Le 7 avril 2014, 64 symboles électoraux sont déposés auprès du ministère de l'Intérieur. Cependant seuls les partis représentés au Parlement de la République italienne ou au Parlement européen sont dispensés de présenter des parrainages et pourront donc se présenter à l'élection. 52 symboles sont retenus, 8 rejetés, mais seulement 11 listes (et 12 listes dans l'Italie du Nord-Est) sont effectivement présentées dans chaque circonscription.

### Partis et candidats
| Parti(s) | Parti(s)                                           | Idéologie                                  | Parti européen | Sièges    | Sièges    |
| Parti(s) | Parti(s)                                           | Idéologie                                  | Parti européen | juin 2009 | mai 2014  |
| -------- | -------------------------------------------------- | ------------------------------------------ | -------------- | --------- | --------- |
|          | Parti démocrate (PD)                               | Social-démocratie                          | PSE            | 21        | 23        |
|          | Mouvement 5 étoiles (M5S)                          | Populisme, euroscepticisme                 | -              | -         | -         |
|          | Forza Italia (FI)                                  | Libéral-conservatisme                      | PPE            | 29        | 15 + 2    |
|          | Nouveau Centre-droit + Union de centre (NCD + UdC) | Démocratie chrétienne                      | PPE            | 5 + 1     | 5 + 7 + 1 |
|          | Ligue du Nord + Die Freiheitlichen (LN + DF)       | Fédéralisme, nationalisme, euroscepticisme | AEL            | 9         | 6 + 1     |
|          | Frères d'Italie - Alliance nationale (FdI-AN)      | National-conservatisme, euroscepticisme    | -              | -         | 2 + 1     |
|          | Choix européen (SE)                                | Libéralisme                                | ALDE           | -         | 1         |
|          | L'autre Europe avec Tsipras (AET)                  | Socialisme                                 | PGE1           | -         | -         |
|          | Green Italia + Verts européens (GI + VE)           | Écologie politique                         | PVE            | -         | -         |
|          | Italie des valeurs (IdV)                           | Démocratie libérale                        | ALDE           | 7         | 3 + 1     |
|          | Io cambio + MAIE (IC + MAIE)                       | Libéralisme économique                     | -              | -         | 1         |
|          | Parti populaire sud-tyrolien (SVP)                 | Régionalisme                               | PPE2           | 1         | 1         |

(1) Pour le PRC uniquement.
(2) Observateur.

#### Têtes de listes
| Parti(s)         | Nord-Ouest                       | Nord-Est                          | Centre                        | Midi                             | Îles                             |
| ---------------- | -------------------------------- | --------------------------------- | ----------------------------- | -------------------------------- | -------------------------------- |
| PD               | Alessia Mosca                    | Alessandra Moretti                | Simona Bonafè                 | Pina Picierno                    | Caterina Chinnici                |
| FI               | Giovanni Toti                    | Elisabetta Gardini                | Antonio Tajani                | Raffaele Fitto                   | Gianfranco Miccichè              |
| M5S              | Gabriele Antonica                | Marco Affronte                    | Laura Agea                    | Isabella Adinolfi                | Ignazio Corrao                   |
| AET              | Curzio Maltese                   | Paola Morandin                    | Barbara Spinelli              | Ermanno Rea                      | Barbara Spinelli                 |
| LN               | Matteo Salvini Claudio Borghi    | Matteo Salvini Flavio Tosi        | Matteo Salvini Manuel Vescovi | Matteo Salvini Angelo Attaguile  | Matteo Salvini Francesca Donato  |
| FdI              | Giorgia Meloni Guido Crosetto    | Giorgia Meloni Magdi Allam        | Giorgia Meloni Marco Scurria  | Giorgia Meloni Gianni Alemanno   | Giorgia Meloni Sasso Deidda      |
| NCD - UdC        | Maurizio Lupi                    | Toni Cancian                      | Beatrice Lorenzin             | Lorenzo Cesa                     | Giovanni La Via                  |
| SE               | Gianluca Susta                   | Michele Boldrin                   | Stefania Giannini             | Bruno Tabacci                    | Anna Maria Busia                 |
| IdV              | Ignazio Messina Giommaria Uggias | Ignazio Messina Antonino Pipitone | Ignazio Messina Paolo Brutti  | Ignazio Messina Aniello Di Nardo | Ignazio Messina Giommaria Uggias |
| GI - VE          | Oliviero Alotto                  | Syusy Blady                       | Annalisa Corrado              | Vincenzo Fornaro                 | Fabio Granata                    |
| SVP              | /                                | Herbert Dorfmann                  | /                             | /                                | /                                |
| Io cambio - MAIE | Agostino D'Antuoni               | Maria Cristina Sandrin            | Claudio Morganti              | Davide Vannoni                   | Davide Vannoni                   |

Les listes du Parti communiste et du Mouvement bunga bunga + USEI ont été exclues de la compétition et elles ne figurent pas sur les bulletins de vote. Dans le premier cas, la Cour de cassation a refusé au PC le traitement accordé aux Verts (pas de signatures). Dans le second cas, l'USEI a contesté l'utilisation de son symbole par le fantaisiste Mouvement bunga bunga.

### Sondages
| Institut         | Date       | PD   | M5S  | FI   | NCD | LN  | AET | UdC    | FdI | SE  | Autres |
| ---------------- | ---------- | ---- | ---- | ---- | --- | --- | --- | ------ | --- | --- | ------ |
| SWG              | 08.05.2014 | 34,8 | 24,0 | 19,1 | 5,6 | 5,2 | 3,7 | ac NCD | 3,6 | 2,8 | 2,7    |
| La Repubblica    | 23.04.2014 | 32,9 | 24,3 | 19,0 | 5,6 | 5,0 | 3,9 | ac NCD | 3,6 | 2,5 | 3,2    |
| SWG              | 29.03.2014 | 35,0 | 21,1 | 18,8 | 3,8 | 5,0 | 4,0 | 1,3    | 3,1 | 2,1 | 5,8    |
| EMG              | 24.03.2014 | 32,4 | 21,3 | 22,4 | 3,6 | 4,2 | 2,9 | 2,4    | 2,9 | 1,9 | 4,0    |
| IXE'             | 14.03.2014 | 29,4 | 22,6 | 23,4 | 3,3 | 4,5 | 6,5 | 1,6    | 3,3 | 0,9 | 4,5    |
| IPR              | 10.03.2014 | 27,5 | 24,0 | 24,0 | 5,5 | 4,3 | 4,0 | ac NCD | 3,0 | 2,5 | 5,2    |
| SWG              | 07.03.2014 | 30,3 | 22,0 | 21,6 | 3,3 | 4,9 | -   | 1,1    | 2,7 | -   | 14,1   |
| Ixè              | 07.03.2014 | 29,1 | 21,8 | 24,0 | 3,2 | 4,7 | 6,3 | 1,9    | 3,5 | -   | 5,5    |
| TECNÈ            | 06.03.2014 | 28,2 | 22,4 | 24,0 | 3,3 | 4,5 | -   | 1,9    | 3,1 | -   | 12,6   |
| Scenari Politici | 28.02.2014 | 27,5 | 25,4 | 20,0 | 4,2 | 6,3 | 5,4 | 2,2    | 3,1 | -   | 5,9    |
| Ixè              | 28.02.2014 | 28,5 | 22,7 | 23,2 | 3,0 | 4,6 | 6,9 | 1,8    | 3,6 | -   | 5,7    |
| Ixè              | 21.02.2014 | 29,6 | 27,6 | 22,4 | 3,1 | 4,8 | 7,2 | 1,6    | 3,4 | -   | 2,8    |
| Tecnè            | 13.02.2014 | 29,6 | 25,4 | 23,5 | 3,7 | 3,9 | 2,4 | 2,3    | 3,0 | -   | 3,2    |
| IPR Marketing    | 07.02.2014 | 27,6 | 25,4 | 24,3 | 5,6 | 5,0 | 2,0 | 2,0    | 1,5 | -   | 6,9    |

## Résultats

### Répartition

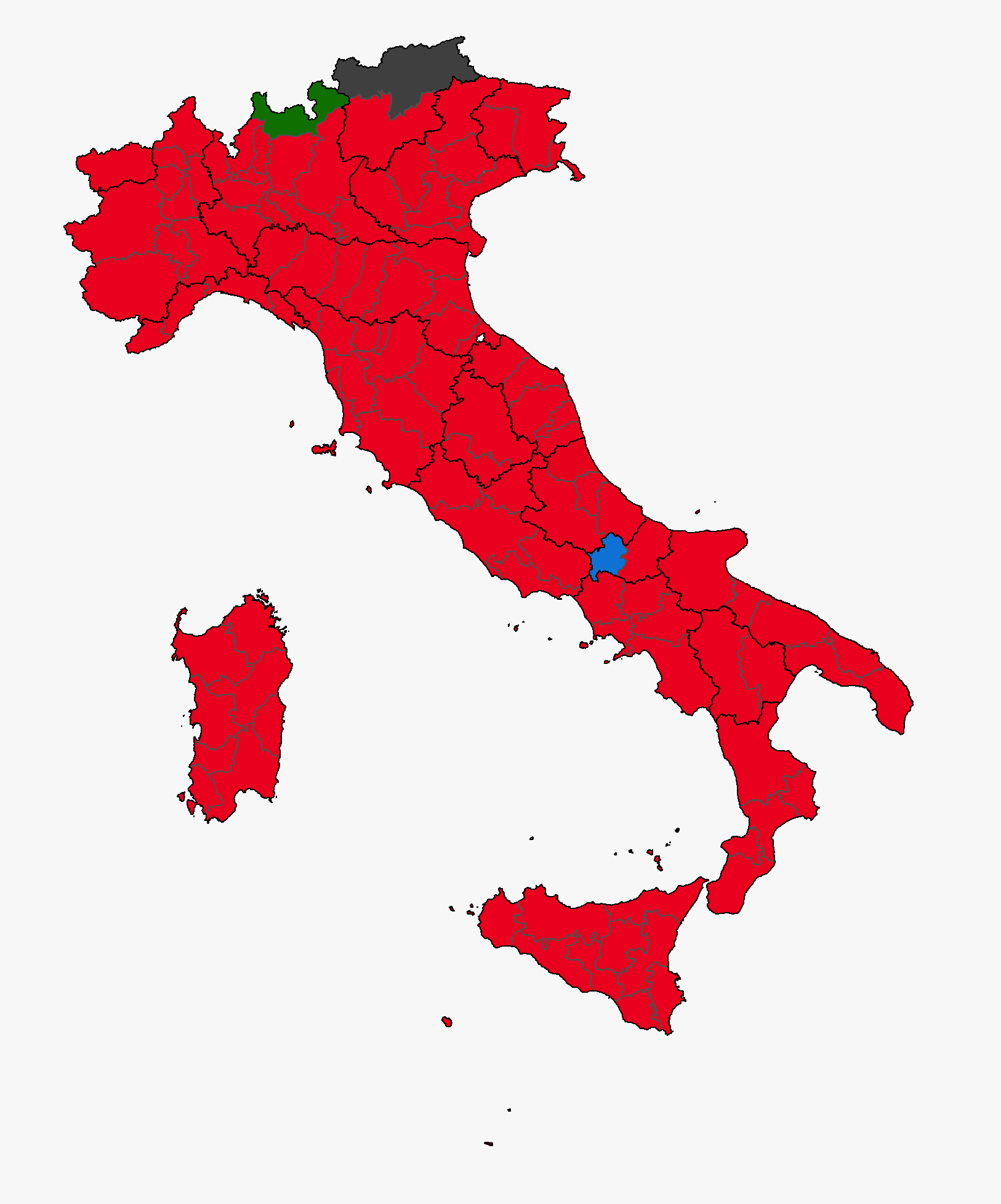
Parti arrivé en tête dans chaque province.

| Parti politique ou coalition | Parti politique ou coalition           | Voix       | %      | +/-     | Sièges | +/-  | Groupe au PE |
| ---------------------------- | -------------------------------------- | ---------- | ------ | ------- | ------ | ---- | ------------ |
|                              | Parti démocrate                        | 11 203 231 | 40,81  | + 14,69 | 31     | + 10 | S&D          |
|                              | Mouvement 5 étoiles                    | 5 807 362  | 21,15  | N/A     | 17     | N/A  | ELDD         |
|                              | Forza Italia                           | 4 614 364  | 16,81  | - 18,84 | 13     | - 16 | PPE          |
|                              | Ligue du Nord - Die Freiheitlichen     | 1 688 197  | 6,15   | - 4,06  | 5      | - 4  | Non-inscrits |
|                              | Nouveau Centre-droit - Union de centre | 1 202 350  | 4,38   | - 2,13  | 3      | - 2  | PPE          |
|                              | L'autre Europe avec Tsipras            | 1 108 457  | 4,03   | - 2,49  | 3      | + 3  | GUE/NGL      |
|                              | Frères d'Italie - Alliance nationale   | 1 006 513  | 3,66   | N/A     | 0      | N/A  |              |
|                              | Green Italia - Verts européens         | 250 102    | 0,91   | N/A     | 0      | N/A  |              |
|                              | Choix européen                         | 197 942    | 0,72   | N/A     | 0      | N/A  |              |
|                              | Italie des valeurs                     | 181 373    | 0,66   | - 7,35  | 0      | - 7  |              |
|                              | Parti populaire sud-tyrolien           | 138 037    | 0,50   | + 0,04  | 1      | =    | PPE          |
|                              | Io cambio - MAIE                       | 50 978     | 0,18   | N/A     | 0      | N/A  |              |
|                              |                                        |            |        |         |        |      |              |
| Inscrits                     | Inscrits                               | 50 662 460 | 100,00 |         |        |      |              |
| Votants                      | Votants                                | 28 991 258 | 57,22  |         |        |      |              |
| Blancs et nuls               | Blancs et nuls                         | 1 542 352  | 5,33   |         |        |      |              |
| Exprimés                     | Exprimés                               | 27 448 906 | 94,67  |         |        |      |              |

### Analyse
Alors qu'il dirige le gouvernement Renzi depuis février 2014, le Parti démocrate, adhérent du Parti socialiste européen depuis le 1er mars 2014, a remporté un succès inattendu à ce niveau (les sondages pendant la campagne et même ceux à la sortie des urnes donnaient un score proche d'un tiers des voix). Les résultats définitifs donnent un niveau jamais atteint ou même approché par un parti de gauche lors d'une élection nationale, y compris le Parti communiste italien d'Enrico Berlinguer, dont Renzi a défendu la mémoire. Le PD a gagné 10 députés par rapport à juin 2009 (juste avant que l'Italie ne prenne la présidence tournante de l'Union, le 1er juillet 2014), faisant de lui l'un des partis les mieux représentés à Strasbourg (seul l'ensemble CDU+CSU faisant mieux) et des démocrates italiens « les plus nombreux au sein du Parti socialiste européen ». De plus, le PD est arrivé premier dans l'ensemble des régions d'Italie. 
Alors que le Mouvement 5 étoiles voulait faire jeu égal avec le PD, comme lors des législatives de 2013, il s'est retrouvé nettement en dessous des 25 % qu'il espérait. Avec 21,2 % et 20 points derrière le PD, le mouvement a connu une quasi-défaite, alors qu'il se pensait en mesure de remporter les élections. Forza Italia a connu la défaite la plus sévère de son histoire, n'atteignant même pas les 17 %, alors que le parti espérait obtenir entre 17 et 20 % des suffrages exprimés.
Les autres partis ayant dépassé le seuil requis de 4 % pour obtenir des députés ont tous obtenu moins de 7 % des suffrages. La Ligue du Nord qui avait fait campagne contre l'euro et avait affiché sa proximité avec le Front national, a perdu quatre de ses neuf sièges. Le Nouveau Centre-droit, pourtant allié à l'Union de centre, a obtenu deux sièges de moins que l'UdC seule en 2009. L'autre Europe avec Tsipras, seule coalition ayant recueilli les signatures nécessaires pour se présenter en tant que nouveau parti, a permis à la gauche radicale de revenir au Parlement européen en franchissant de justesse le seuil requis, bien qu'ayant obtenu moins de suffrages qu'en 2009, alors que ses actuelles composantes étaient dispersées. Enfin, le Parti populaire sud-tyrolien a confirmé, grâce à une alliance avec le Parti démocrate, son député germanophone.